# Tabanus melanognathus
Tabanus melanognathus är en tvåvingeart som först beskrevs av Jacques-Marie-Frangile Bigot 1890.  Tabanus melanognathus ingår i släktet Tabanus och familjen bromsar. Inga underarter finns listade i Catalogue of Life.